# Leuke sfeer wel
Leuke sfeer wel is een lied van de Nederlandse feest-act Snollebollekes en youtuber Kalvijn. Het werd in 2020 als single uitgebracht.

## Achtergrond
Leuke sfeer wel is geschreven door  Jurjen Gofers, Kelvin Boerma en Maurice Huismans. Het lied is een carnavalskraker. In het lied wordt er door Snollebollekes aan Kalvijn uitgelegd hoe je carnaval moet vieren. In de bijbehorende videoclip zijn carnavalsvierende mensen te zien in Breda. Dit is enigszins opvallend, aangezien de muziekvideo midden januari is opgenomen. 
De samenwerking tussen de twee artiesten is ontstaan nadat Kalvijn de leden van Snollebollekes benaderde om een carnavalsnummer te maken. Hierop bedacht Snollebollekes dat het voor hun een tijd geleden was dat zij een echt carnavalskraker hadden gemaakt, waarop ze besloten om op het aanbod in te gaan.

## Hitnoteringen
De artiesten hadden weinig succes met het lied in Nederland. Het kwam niet terecht in de Single Top 100 en ook de Top 40 werd niet bereikt; het lied bleef steken op de negentiende plaats van de Tipparade.